# وسام حسني
وسام حسني (بالفرنسية: Wissem Hosni)‏ ولد في 8 مارس 1985، هو عداء مسافات طويلة تونسي متخصص في الماراثون.

شارك في الألعاب الأولمبية الصيفية 2012 والألعاب الأولمبية الصيفية 2016.

## سجل منافساته

### الدولية
| العام      | المسابقة                    | المكان                 | المركز     | حدث                | ملاحظة       |
| ممثلا تونس | ممثلا تونس                  | ممثلا تونس             | ممثلا تونس | ممثلا تونس         | ممثلا تونس   |
| ---------- | --------------------------- | ---------------------- | ---------- | ------------------ | ------------ |
| 2010       | بطولة العالم للعدو الريفي   | بيدغوشتش، بولندا       | 111        | سباق الكبار للرجال | 37 دق 41     |
| 2010       | بطولة العالم لنصف الماراثون | نانينغ، الصين          | 22         | نصف الماراثون      | 1 س 03 دق 30 |
| 2011       | بطولة العالم للعدو الريفي   | بونتا أومبريا، إسبانيا | 61         | سباق الكبار للرجال | 36 دق 42     |
| 2012       | الألعاب الأولمبية الصيفية   | لندن، المملكة المتحدة  | 71         | ماراثون            | 2 س 26 دق 43 |
| 2012       | بطولة العالم لنصف الماراثون | كافارنا، بلغاريا       | 40         | نصف الماراثون      | 1 س 06 دق 34 |
| 2013       | ألعاب البحر الأبيض المتوسط  | مرسين، تركيا           | 2          | نصف الماراثون      | 1 س 8 دق 32  |
| 2013       | بطولة العالم للعدو الريفي   | بيدغوشتش، بولندا       | 72         | سباق الكبار للرجال | 35 دق 37     |
| 2014       | بطولة العالم لنصف الماراثون | كوبنهاغن، الدنمارك     | 32         | نصف الماراثون      | 1 س 02 دق 11 |

## روابط خارجية
- وسام حسني على موقع الاتحاد الدولي لألعاب القوى (الإنجليزية)
- وسام حسني على موقع أوليمبيديا (الإنجليزية)

- صفحة وسام حسني على موقع الاتحاد الدولي لألعاب القوى.